# العاصفة الثلجية في السعودية (2016)
العاصفة الثلجية في السعودية 2016 (بالإنجليزية: 2016 Saudi Arabian snowstorm)‏ كان حدثًا شديدًا للطقس في أواخر نوفمبر 2016، حيث شهدت أجزاء من الصحراء العربية في المملكة العربية السعودية درجات حرارة تحت الصفر، وتساقط الثلوج والفيضانات.
تم الإبلاغ عن الثلوج لأول مرة في الأجزاء الشمالية من المملكة العربية السعودية في 23 نوفمبر. بحلول 25 نوفمبر، تم الإبلاغ عن درجات حرارة منخفضة تصل إلى -4 درجة مئوية (25 درجة فهرنهايت) في طريف، في منطقة الحدود الشمالية ، وكان هناك غطاء ثلجي في المناطق الوسطى والشمالية الشرقية. درجات الحرارة الموسمية العادية لا تقل عن 20 درجة مئوية (68 درجة فهرنهايت). استمتع الكثير من السعوديين بأنشطة غير اعتيادية في الهواء الطلق مثل بناء رجال الثلج والانزلاق. ومع ذلك، فقد أعقب المطر والبرق الذي تسبب في حدوث الفيضانات وأدى إلى وفاة ما لا يقل عن 7 أشخاص.
وفي 22 ديسمبر 2016، سقط الثلج أيضًا في فلسطين وسوريا وأجزاء أخرى من الشرق الأوسط.
حدثت الثلوج من حين لآخر في المملكة العربية السعودية في فصول الشتاء السابقة. في عام 2013، تم نشر مقطع فيديو لرجل يتخبط في الثلج على وسائل التواصل الاجتماعي. في يناير 2015، أصدر رجل دين فتوى ضد بناء رجال الثلج. في يناير 2016 ، سقط الثلج بين مكة والمدينة لأول مرة منذ 85 عامًا.